# King Arthur (opéra)
Pour les articles homonymes, voir King Arthur et Arthur.
Personnages
Personnages chantés
- Cupidon (soprano)
- Vénus (soprano)
- Philidel, esprit de l'air (soprano)
- Elle (soprano)
- L'Honneur (soprano)
- Néréide (soprano)
- Comus (basse)
- Le génie du froid (basse)
- Aeolus (basse)
- Grimbald, esprit de la terre (basse)
- Lui (basse)
- Pan (basse)
- Sylvain (basse)
- Bergers, bergères, sirènes

Personnages parlés
- Le roi Arthur
- Oswald, roi du Kent
- Conon, duc de Cornouailles, vassal du roi Arthur
- Merlin, enchanteur
- Osmond, magicien saxon
- Aurélius, ami d'Arthur
- Albanact, capitaine de la garde d'Arthur
- Guillamar, ami d'Oswald
- Emmeline, fille de Conon, princesse aveugle
- Matilda, suivante d'Emmeline

Airs
La scène du froid (The Cold Song)
King Arthur, sous-titré The British Worthy, est un semi-opéra en cinq actes sur un livret de John Dryden, et une musique d'Henry Purcell. Il fut donné pour la première fois en mai ou juin 1691 au Théâtre de Dorset Garden de Londres. Il s'agit d'un semi-opéra qui mêle scènes parlées et scènes musicales chantées, dans lequel les principaux personnages ne chantent pas mais sont présentés par les personnages secondaires. A l'inverse des comédies-ballets de Molière dont seule la partie théâtrale parlée est en général jouée, c'est la partie musicale et chantée de King Arthur qui est le plus souvent interprétée aujourd'hui.
L'œuvre raconte la quête du roi Arthur pour retrouver sa fiancée, la princesse Emmeline, enlevée par le roi Oswald.  Elle contient divers passages célèbres, dont l'air : What power art thou (Acte III scène 2). Chanté par The Cold Genius (Le Génie du Froid), l'épisode est aussi connu sous le nom de « Scène du froid » (Frost scene). L'air fut utilisé par la réalisatrice Ariane Mnouchkine pour illustrer la mort de Molière dans son film consacré au dramaturge. Le chanteur allemand Klaus Nomi a repris cet air à sa manière, sous le titre The Cold Song, en 1981. Dans l'opéra de Purcell, l'air est suivi par un chœur inspiré du Chœur des Trembleurs que Jean-Baptiste Lully avait composé en 1676-1677 pour sa tragédie lyrique Isis (livret de Philippe Quinault). 

## Argument
Le résumé du drame parlé est indiqué en italique.

### ActeI
Les Bretons, menés par leur roi Arthur et aidés par le magicien Merlin, ont vaincu les Saxons qui se sont réfugiés dans le Kent, où va être livrée l’ultime bataille. Arthur prend congé de sa fiancée Emmeline, la fille du duc Conon de Cornouailles, vassal d'Arthur.

#### Le sacrifice
Le roi saxon Oswald, son magicien Osmond et l’esprit maléfique Grimbald sacrifient des humains et des animaux à leurs dieux Woden, Thor et Freya pour gagner cette bataille.

#### Chant de victoire
Le combat est remporté par les Bretons qui célèbrent leur victoire en chantant.

### ActeII
L’esprit de l’air, Philidel, ne voulant pas servir les puissances infernales, a fui Osmond pour assurer son salut. Merlin lui offre de faire ses preuves en protégeant les Bretons des forces du mal.

#### Philidel guide les Bretons dans la nuit
Grimbald tente d'égarer les Bretons, qui poursuivent Oswald en fuite, en les guidant vers des marécages. Mais Philidel veille et les mène en lieu sûr. Grimbald, battu, disparaît dans un éclair.

#### Divertissement pastoral
Pendant ce temps Emmeline, qui attend le roi Arthur dans le camp Breton, assiste à un divertissement pastoral.
Elle est alors enlevée par Oswald et Guillamar, ainsi que sa servante Matilda. Arthur négocie la restitution d’Emmeline en échange du partage de son royaume, mais Oswald refuse. Arthur appelle de nouveau au combat contre les Saxons.

### ActeIII
Les Bretons tentent d’accéder à la forteresse saxonne pour secourir Emmeline mais les sortilèges d’Osmond les en empêchent. Merlin apparaît et propose de traverser la forêt magique pour aller la guérir de sa cécité. Arthur désire l’accompagner pour qu’Emmeline pose son premier regard sur lui. Pendant ce temps, Philidel qui était lui aussi parti à la recherche d’Emmeline, avait été capturé par Grimbald, mais il réussit à le neutraliser. Lorsque Merlin et Arthur arrivent, Merlin donne à Philidel le remède qui permet à Emmeline de recouvrer la vue et de découvrir le roi Arthur. Mais Osmond arrive et Philidel et Arthur échouent à libérer Emmeline et Matilda. Osmond, qui a emprisonné Oswald, tente de séduire Emmeline, mais celle-ci le trouve repoussant et est glacée d’horreur. Par magie, Osmond lui montre que l’amour a le pouvoir de réchauffer les peuples glacés.

#### Masque du Génie du froid
S’ensuit un divertissement mené par Cupidon et le Génie du froid représentant le pouvoir qu'a l'amour de dégeler les peuples glacés.
Pris dans un piège, Grimbald appelle Osmond au secours, obligeant celui-ci à quitter Emmeline pour aller le délivrer.

### ActeIV
Merlin, qui a conjuré les sorts d’Oswald, conduit Arthur dans la forêt enchantée en le mettant en garde de ses dangers et charge Philidel de veiller sur lui. Oswald a jeté de nouveaux sorts et tend des pièges à Arthur.

#### Divertissement de l'amour
Arthur résiste à la tentation de deux sirènes à moitié nues, de nymphes et de sylvains.
Arthur frappe le tronc d'un arbre de son épée, qui se met à saigner et à se plaindre. Croyant entendre la voix d’Emmeline il veut la sauver, mais Philidel intervient, Grimbald, qui voulait tromper Arthur est démasqué et les sorts sont rompus, ouvrant ainsi l’accès des Bretons à la forteresse saxonne.

### ActeV
Osmond libère Oswald pour qu'ils luttent ensemble contre les Bretons, mais ceux-ci conquièrent la forteresse. Oswald propose alors que la victoire finale se joue en un duel entre lui et Arthur. Arthur l’emporte et laisse la vie sauve à Oswald, à la condition qu’il retourne en Saxe avec son armée. Arthur retrouve Emmeline, Osmond est emprisonné.

#### Masque final
S'ensuit un divertissement, mis en scène par Merlin : Éole, puis Comus et Vénus célébrent la richesse, les amours et les gloires que connaîtra l’île lorsque les Saxons et les Bretons seront enfin unis en un seul peuple.

## Enregistrements
- King Arthur : St Anthony Singers, Philomusica de Londres, dirigé par Sir Anthony Lewis (Decca, 1959)
- King Arthur : The Deller Consort & Choir, The King's Musick, Alfred Deller (Harmonia Mundi, 1979)
- King Arthur : English Baroque Soloists, Monteverdi Choir, dirigé par John Eliot Gardiner (Erato, 1985)
- King Arthur : The English Concert and Choir, dirigé par Trevor Pinnock (Archiv Produktion, 1991)[3]
- King Arthur : Les Arts Florissants, dirigé par William Christie (Erato, 1995)
- King Arthur : Le Concert Spirituel, dirigé par Hervé Niquet (Glossa, 2004)
- King Arthur : BarokOpera Amsterdam, dirigé par Frédérique Chauvet (Ligia Digital, 2012)
- King Arthur : Vox Luminis, dirigé par Lionel Meunier (Alpha, 2018)